# Pygochelidon
Genre
Pygochelidon est un genre d'oiseaux de la famille des Hirundinidae.

## Répartition
Les espèces du genre Pygochelidon se rencontrent en Amérique du Sud.

## Liste des espèces
Selon la classification de référence du Congrès ornithologique international (16 avril 2024) (ordre phylogénique) :
- Pygochelidon cyanoleuca (Vieillot, 1817) – Hirondelle bleu et blanc
- Pygochelidon melanoleuca (Wied-Neuwied, 1820) – Hirondelle des torrents